# 首長経験のある国会議員一覧
首長経験のある国会議員一覧（しゅちょうけいけんのあるこっかいぎいんいちらん）は、首長（市区町村長・都道府県知事）を務めた経験のある国会議員（元職を含む）の一覧である。
この一覧は未完成です。加筆、訂正して下さる協力者を求めています。

## 衆議院議員
| 氏名       | 氏名       | 選挙区                                                                 | 在任期間                                                                                      | 首長             | 首長在任期間                                                   |
| ---------- | ---------- | ---------------------------------------------------------------------- | --------------------------------------------------------------------------------------------- | ---------------- | -------------------------------------------------------------- |
| 島田智明   | 島田智明   | 比例近畿                                                               | 2024年11月1日 -                                                                               | 河内長野市長     | 2016年8月3日 - 2024年8月2日                                    |
| 福原淳嗣   | 福原淳嗣   | 比例東北                                                               | 2024年11月1日 -                                                                               | 大館市長         | 2015年5月1日 - 2024年8月31日                                   |
| 松下玲子   | 松下玲子   | 比例東京                                                               | 2024年11月1日 -                                                                               | 武蔵野市長       | 2017年10月9日 - 2023年11月30日                                 |
| 西川将人   | 西川将人   | 比例北海道                                                             | 2024年11月1日 -                                                                               | 旭川市長         | 2006年11月17日 - 2021年8月31日                                 |
| 山川仁     | 山川仁     | 比例九州                                                               | 2024年11月1日 -                                                                               | 豊見城市長       | 2018年11月8日 - 2022年11月7日                                  |
| 國定勇人   | 國定勇人   | 比例北陸信越                                                           | 2021年11月5日 -                                                                               | 三条市長         | 2006年11月12日 - 2020年10月15日                                |
| 阿部弘樹   | 阿部弘樹   | 比例九州                                                               | 2021年11月5日 -                                                                               | 津屋崎町長       | 2001年 - 2005年                                                |
| 石原正敬   | 石原正敬   | 比例東海                                                               | 2021年11月5日 - 2024年10月9日                                                                 | 菰野町長         | 2007年3月3日 - 2019年3月2日                                    |
| 米山隆一   | 米山隆一   | - 新潟5区 - →新潟4区                                                   | 2021年11月3日 -                                                                               | 新潟県知事       | 2016年10月25日 - 2018年4月27日                                 |
| 尾﨑正直   | 尾﨑正直   | 高知2区                                                                | 2021年11月3日 -                                                                               | 高知県知事       | 2007年12月7日 - 2019年12月6日                                  |
| 鈴木英敬   | 鈴木英敬   | 三重4区                                                                | 2021年11月3日 -                                                                               | 三重県知事       | 2011年4月21日 - 2021年9月12日                                  |
| 三反園訓   | 三反園訓   | 鹿児島2区                                                              | 2021年11月3日 -                                                                               | 鹿児島県知事     | 2016年7月28日 - 2020年7月27日                                  |
| 新垣邦男   | 新垣邦男   | 沖縄2区                                                                | 2021年11月3日 -                                                                               | 北中城村長       | 2004年12月22日 - 2020年12月21日                                |
| 中司宏     | 中司宏     | 大阪11区                                                               | 2021年11月2日 -                                                                               | 枚方市長         | 1995年5月1日 - 2007年9月9日                                    |
| 井原巧     | 井原巧     | 愛媛3区                                                                | 2021年11月2日 - 2024年10月9日                                                                 | 四国中央市長     | 2004年4月28日 - 2013年4月27日                                  |
| 泉田裕彦   | 泉田裕彦   | - 新潟5区 - →比例北陸信越                                              | 2017年10月25日 - 2024年10月9日                                                                | 新潟県知事       | 2004年10月25日 - 2016年10月24日                                |
| 山川百合子 | 坂本祐之輔 | - 比例北関東                                                           | 2017年10月22日 - 2021年10月14日                                                               | 草加市長         | 2022年10月29日 -                                               |
| 鳩山二郎   | 鳩山二郎   | 福岡6区                                                                | 2016年10月25日 -                                                                              | 大川市長         | 2013年7月23日 - 2016年9月9日                                   |
| 木村弥生   | 木村弥生   | - 比例北関東 - →比例近畿                                               | 2014年12月19日 - 2021年10月14日                                                               | 江東区長         | 2023年4月23日 - 2023年11月15日                                 |
| 神谷昇     | 神谷昇     | 比例近畿                                                               | 2014年12月19日 - 2021年10月14日                                                               | 泉大津市長       | 2004年 - 2012年11月30日                                        |
| 古川康     | 古川康     | - 佐賀2区 - →比例九州                                                  | 2014年12月17日 -                                                                              | 佐賀県知事       | 2003年4月23日 - 2014年11月25日                                 |
| 渡邊孝一   | 坂本祐之輔 | 比例北海道                                                             | 2012年12月21日 - 2024年10月9日                                                                | 岩見沢市長       | 2002年10月 - 2012年7月31日                                     |
| 坂本祐之輔 | 坂本祐之輔 | - 比例北関東 - →埼玉10区                                               | 2012年12月21日 - 2017年9月28日 2021年11月5日 -                                                | 東松山市長       | 1994年8月5日 - 2010年8月4日                                    |
| 鈴木望     | 坂本祐之輔 | 比例東海                                                               | 2012年12月21日 - 2014年11月21日                                                               | 磐田市長         | 2005年4月 - 2009年4月                                          |
| 鈴木望     | 坂本祐之輔 | 比例東海                                                               | 2012年12月21日 - 2014年11月21日                                                               | 磐田市長         | 1998年8月 - 2005年4月                                          |
| 菅家一郎   | 菅家一郎   | - 福島4区 - →比例東北 - →福島4区 - →比例東北                           | 2012年12月16日 - 2024年10月9日                                                                | 会津若松市長     | 1999年4月 - 2011年                                             |
| 前田一男   | 前田一男   | - 北海道8区 - →比例北海道                                              | 2012年12月16日 - 2017年9月28日                                                                | 松前町長         | 2004年 - 2012年                                                |
| 伊東良孝   | 伊東良孝   | - 北海道7区 - →比例北海道                                              | 2009年8月31日 -                                                                               | 釧路市長         | 2002年12月16日 - 2005年10月10日 2005年10月24日 - 2008年10月2日 |
| 岸本周平   | 岸本周平   | 和歌山1区                                                              | 2009年8月31日 - 2022年9月1日                                                                  | 和歌山県知事     | 2022年12月17日 - 2025年4月15日                                 |
| 橘慶一郎   | 橘慶一郎   | 富山3区                                                                | 2009年8月30日 -                                                                               | 高岡市長         | 2005年11月20日 - 2009年6月19日                                 |
| 橘慶一郎   | 橘慶一郎   | 富山3区                                                                | 2009年8月30日 -                                                                               | 高岡市長（旧市） | 2004年5月25日 - 2005年10月31日                                 |
| 石田芳弘   | 畠山健治郎 | 愛知6区                                                                | 2009年8月30日 - 2011年1月11日                                                                 | 犬山市長         | 1995年4月27日 - 2006年11月20日                                 |
| 玉城デニー | 玉城デニー | - 沖縄3区 - →比例九州 - →沖縄3区                                       | 2009年8月 - 2018年9月13日                                                                     | 沖縄県知事       | 2018年10月4日 -                                                |
| 土屋正忠   | 土屋正忠   | - 比例東京 - →東京18区                                                 | 2005年9月11日-2009年7月21日 2012年12月19日-2017年9月28日                                      | 武蔵野市長       | 1983年5月-2005年8月                                            |
| 逢坂誠二   |            | - 比例北海道 - →北海道8区                                              | 2005年9月12日 - 2012年11月16日 2014年12月15日 -                                               | ニセコ町長       | 1994年11月 - 2005年8月29日                                     |
| 福田昭夫   | 福田昭夫   | - 比例北関東 - →栃木2区 - →比例北関東 - →栃木2区                       | 2005年9月11日 -                                                                               | 栃木県知事       | 2000年12月9日 - 2004年12月8日                                  |
| 福田昭夫   | 福田昭夫   | - 比例北関東 - →栃木2区 - →比例北関東 - →栃木2区                       | 2005年9月11日 -                                                                               | 今市市長         | 1991年4月21日 - 2000年9月20日                                  |
| 長崎幸太郎 | 長崎幸太郎 | - 比例南関東 - →山梨2区                                                | 2005年9月11日 - 2009年7月21日 2012年12月18日 - 2017年9月28日                                  | 山梨県知事       | 2019年2月17日 -                                                |
| 三日月大造 | 三日月大造 | - 滋賀3区 - →比例近畿                                                  | 2003年11月10日 - 2014年5月9日                                                                 | 滋賀県知事       | 2014年7月20日 -                                                |
| 高井美穂   | 高井美穂   | - 比例四国 - →徳島2区                                                  | 2003年11月10日 - 2005年8月8日 2005年12月21日 - 2012年11月16日                                 | 三好市長         | 2021年7月24日 -                                                |
| 中根康浩   | 高井美穂   | - 比例東海 - →愛知12区 - →比例東海                                     | 2003年11月10日 - 2005年8月8日 2009年9月11日 - 2017年9月28日                                   | 岡崎市長         | 2020年10月21日 - 2024年10月20日                                |
| 鈴木克昌   | 高井美穂   | - 愛知14区 - →比例東海                                                 | 2003年11月10日 - 2017年9月28日                                                                | 蒲郡市長         | 1994年2月22日 - 1999年10月14日                                 |
| 石田真敏   | 石田真敏   | - 和歌山2区 - →比例近畿 - →和歌山2区 - →比例近畿                       | 2002年4月30日 -                                                                               | 海南市長         | 1995年 - 2002年                                                |
| 鈴木康友   | 鈴木康友   | - 静岡8区 - →比例東海                                                  | 2000年6月27日 - 2007年3月22日                                                                 | 静岡県知事       | 2024年5月28日 -                                                |
| 鈴木康友   | 鈴木康友   | - 静岡8区 - →比例東海                                                  | 2000年6月27日 - 2007年3月22日                                                                 | 浜松市長         | 2007年5月1日 - 2023年4月30日                                   |
| 馳浩       | 馳浩       | - 石川1区 - →比例北陸信越 - →石川1区 - →比例北陸信越 - →石川1区        | 2000年6月25日 - 2021年10月14日                                                                | 石川県知事       | 2022年3月27日 -                                                |
| 後藤田正純 | 後藤田正純 | - 徳島3区 - →徳島1区 - →比例四国                                       | 2000年6月25日 - 2023年1月5日                                                                  | 徳島県知事       | 2023年5月18日 -                                                |
| 都築譲     | 畠山健治郎 | 比例東海                                                               | 2000年6月25日 - 2004年11月4日                                                                 | 一色町長         | 2006年1月29日 - 2011年3月31日                                  |
| 大村秀章   | 大村秀章   | - 比例東海 - →愛知13区 - →比例東海                                     | 1996年10月20日 - 2011年1月14日                                                                | 愛知県知事       | 2011年2月15日 -                                                |
| 達増拓也   | 達増拓也   | 岩手1区                                                                | 1996年10月21日 - 2007年3月22日                                                                | 岩手県知事       | 2007年4月30日 -                                                |
| 山田宏     | 山田宏     | - 旧東京4区 - →比例東京                                                | 1993年7月19日 - 1996年9月27日 2012年12月21日 - 2014年11月21日                                 | 杉並区長         | 1999年4月27日 - 2010年5月31日                                  |
| 中田宏     | 中田宏     | - 旧神奈川1区 - →神奈川8区 - →比例北陸信越                             | 1993年7月 - 2002年3月17日 2012年12月 - 2014年11月21日                                         | 横浜市長         | 2002年4月8日 - 2009年8月17日                                   |
| 松沢成文   | 松沢成文   | - 旧神奈川2区 - →神奈川9区                                             | 1993年7月19日 - 2003年3月27日                                                                 | 神奈川県知事     | 2003年4月23日 - 2011年4月22日                                  |
| 河村たかし | 河村たかし | - 旧愛知1区 - →愛知1区                                                 | 1993年7月19日 - 2009年4月7日 2024年10月29日 -                                                 | 名古屋市長       | 2009年4月28日 - 2011年1月21日 2011年2月7日 - 2024年10月15日    |
| 小池百合子 | 小池百合子 | - 旧兵庫2区 - →兵庫6区 - →比例近畿 - →東京10区 - →比例東京 - →東京10区 | 1993年7月19日 - 2016年7月14日                                                                 | 東京都知事       | 2016年8月2日 -                                                 |
| 矢上雅義   | 畠山健治郎 | - 旧熊本2区 - →熊本5区 - →比例九州                                     | 1993年7月19日 - 2000年6月2日 2017年10月25日 - 2021年10月14日                                  | 相良村長         | 2001年11月13日 - 2008年3月5日                                  |
| 畠山健治郎 | 畠山健治郎 | - 旧秋田1区 - →比例東北                                                | 1993年7月18日 - 2000年6月2日                                                                  | 大館市長         | 1979年-1991年                                                  |
| 細川護熙   | 細川護熙   | - 旧熊本1区 - →熊本1区                                                 | 1993年7月18日 - 1998年5月7日                                                                  | 熊本県知事       | 1983年2月11日 - 1991年2月10日                                  |
| 中村時広   | 中村時広   | 旧愛媛1区                                                              | 1993年7月18日 - 1996年9月27日                                                                 | 愛媛県知事       | 2010年12月1日 -                                                |
| 中村時広   | 中村時広   | 旧愛媛1区                                                              | 1993年7月18日 - 1996年9月27日                                                                 | 松山市長         | 1999年5月2日 - 2010年10月21日                                  |
| 早川勝     | 佐藤敬治   | 旧愛知5区                                                              | 1986年7月6日 - 1996年9月27日                                                                  | 豊橋市長         | 1996年11月17日 - 2008年11月16日                                |
| 衛藤征士郎 | 衛藤征士郎 | - 旧大分1区 - →大分2区 - →比例九州 - →大分2区                          | 1983年12月18日 - 2024年10月9日                                                                | 玖珠町長         | 1971年 - 1977年                                                |
| 五十嵐広三 | 五十嵐広三 | 旧北海道2区                                                            | 1980年 - 1996年                                                                               | 旭川市長         | 1963年 - 1974年                                                |
| 佐藤敬治   | 佐藤敬治   | 旧秋田1区                                                              | 1972年12月10日 - 1993年6月18日                                                                | 大館市長         | 1951年 - 1967年                                                |
| 石原慎太郎 | 石原慎太郎 | - 旧東京2区 - →比例東京                                                | 1972年12月10日 - 1975年3月18日 1976年12月10日 - 1995年4月14日 2012年12月21日 - 2014年11月21日 | 東京都知事       | 1999年4月23日 - 2012年10月31日                                 |
| 横路孝弘   | 横路孝弘   | - 旧北海道1区 - →北海道1区 - →比例北海道 - →北海道1区                  | 1969年12月27日 - 1983年4月 1996年10月20日 - 2017年9月28日                                     | 北海道知事       | 1983年4月23日 - 1995年4月22日                                  |
| 高田富與   | 高田富與   | 旧北海道1区                                                            | 1959年5月19日 - 1963年10月23日                                                                | 札幌市長         | 1947年 - 1959年                                                |
| 町村金五   | 町村金五   | 旧北海道1区                                                            | 1952年10月2日 - 1959年3月25日                                                                 | 北海道知事       | 1959年4月23日 - 1971年4月22日                                  |
| 町村金五   | 町村金五   | 旧北海道1区                                                            | 1952年10月2日 - 1959年3月25日                                                                 | 新潟県知事       | 1945年2月1日 - 1945年4月9日                                    |
| 町村金五   | 町村金五   | 旧北海道1区                                                            | 1952年10月2日 - 1959年3月25日                                                                 | 富山県知事       | 1941年1月7日 - 1943年4月23日                                   |
| 深津玉一郎 | 安孫子孝次 | - 旧愛知1区 - →旧愛知2区                                               | 1946年4月11日 - 1948年12月23日                                                                | 半田市長         | 1955年5月1日 - 1975年4月30日                                   |
| 神戸眞     | 横路孝弘   | - 旧愛知1区 - →旧愛知2区                                               | 1946年4月10日 - 1947年3月31日 1953年4月19日 - 1955年1月24日                                   | 小牧市長         | 1959年1月18日 - 1967年7月13日                                  |
| 神戸眞     | 横路孝弘   | - 旧愛知1区 - →旧愛知2区                                               | 1946年4月10日 - 1947年3月31日 1953年4月19日 - 1955年1月24日                                   | 篠岡村長         |                                                                |
| 安孫子孝次 | 安孫子孝次 | 旧北海道1区                                                            | 1942年4月30日 - 1945年12月18日                                                                | 琴似町長         | 1944年2月 - 1946年12月                                         |
| 深沢吉平   | 深沢吉平   | 旧北海道4区                                                            | 1936年2月 - 1937年2月 1938年3月 - 1945年12月18日                                              | 音江村長         | 1914年 - 1918年 1919年 - 1921年 1924年 - 1924年                |
| 深沢吉平   | 深沢吉平   | 旧北海道4区                                                            | 1936年2月 - 1937年2月 1938年3月 - 1945年12月18日                                              | 北村長           | 1921年7月21日 - 1921年11月30日                                 |
| 林路一     | 林路一     | 旧北海道2区                                                            | 1928年 - 1930年 1932年 - 1938年6月27日                                                        | 当麻村長         | 1919年 - 1928年                                                |
| 坂東幸太郎 | 坂東幸太郎 | - 旧北海道4区 - →旧北海道2区                                           | 1924年 - 1949年                                                                               | 旭川市長         | 1951年 - 1955年                                                |
| 松実喜代太 | 松実喜代太 | 旧北海道7区                                                            | 1920年 - 1936年                                                                               | 新十津川村長     | 1903年7月28日 - 1907年3月31日                                  |

## 参議院議員
| 氏名       | 氏名       | 選挙区                             | 在任期間                                                  | 首長         | 首長在任期間                    |
| ---------- | ---------- | ---------------------------------- | --------------------------------------------------------- | ------------ | ------------------------------- |
| 若林洋平   |            | 静岡県選挙区                       | 2022年7月26日 -                                           | 御殿場市長   | 2009年2月7日 - 2021年8月31日    |
| 猪瀬直樹   |            | 比例区                             | 2022年7月26日 -                                           | 東京都知事   | 2012年12月18日 - 2013年12月24日 |
| 中田宏     |            | 比例区                             | 2022年4月15日 - 2025年7月28日                             | 横浜市長     | 2002年4月8日 - 2009年8月17日    |
| 上田清司   |            | 埼玉県選挙区                       | 2019年10月29日 -                                          | 埼玉県知事   | 2003年8月31日 - 2019年8月30日   |
| 高橋はるみ |            | 北海道選挙区                       | 2019年7月29日 -                                           | 北海道知事   | 2003年4月23日 - 2019年4月22日   |
| 嘉田由紀子 |            | - 滋賀県選挙区 - →比例区           | 2019年7月29日 -                                           | 滋賀県知事   | 2006年7月20日 - 2014年7月19日   |
| 伊波洋一   |            | 沖縄県選挙区                       | 2016年7月26日 -                                           | 宜野湾市長   | 2003年4月28日 - 2010年10月18日  |
| 山田宏     |            | 比例区                             | 2016年7月26日 -                                           | 杉並区長     | 1999年4月27日 - 2010年5月31日   |
| 高橋克法   |            | 栃木県選挙区                       | 2013年7月29日 -                                           | 高根沢町長   | 1998年8月2日 - 2013年3月21日    |
| 豊田俊郎   | 豊田俊郎   | 千葉県選挙区                       | 2013年7月29日 - 2025年7月28日                             | 八千代市長   | 2003年 - 2013年4月30日          |
| 堂故茂     | 堂故茂     | 富山県選挙区                       | 2013年7月29日 - 2025年7月28日                             | 氷見市長     | 1998年 - 2013年                 |
| 太田房江   | 太田房江   | - 比例区 - →大阪府選挙区           | 2013年7月29日 -                                           | 大阪府知事   | 2000年2月6日 - 2008年2月5日     |
| 石井正弘   | 石井正弘   | 岡山県選挙区                       | 2013年7月29日 -                                           | 岡山県知事   | 1996年11月12日 - 2012年11月11日 |
| 野田国義   | 野田国義   | 福岡県選挙区                       | 2013年7月29日 -                                           | 八女市長     | 1993年1月30日 - 2008年9月30日   |
| 長峯誠     | 長峯誠     | 宮崎県選挙区                       | 2013年7月29日 -                                           | 都城市長     | 2006年2月 - 2012年11月21日      |
| 長峯誠     | 長峯誠     | 宮崎県選挙区                       | 2013年7月29日 -                                           | 都城市長     | 2004年12月 - 2005年12月         |
| 江島潔     | 江島潔     | 山口県選挙区                       | 2013年4月29日 -                                           | 下関市長     | 2005年3月28日 - 2009年3月26日   |
| 江島潔     | 江島潔     | 山口県選挙区                       | 2013年4月29日 -                                           | 下関市長     | 1995年4月30日 - 2005年2月12日   |
| 松沢成文   | 松沢成文   | 神奈川県選挙区                     | 2013年7月29日 - 2021年8月8日 2022年7月26日 -              | 神奈川県知事 | 2003年4月23日 - 2011年4月22日   |
| 舛添要一   | 舛添要一   | 比例区                             | 2001年7月29日 - 2013年7月28日                             | 東京都知事   | 2014年2月11日 - 2016年6月21日   |
| 馳浩       | 馳浩       | 石川県選挙区                       | 1995年7月23日 - 2000年5月12日                             | 石川県知事   | 2022年3月27日 -                 |
| 都築譲     | 畠山健治郎 | 愛知県選挙区                       | 1994年9月11日 - 1998年7月25日                             | 一色町長     | 2006年1月29日 - 2011年3月31日   |
| 小池百合子 | 小池百合子 | 比例区                             | 1992年7月26日 - 1993年7月4日                              | 東京都知事   | 2016年8月2日 -                  |
| 衛藤征士郎 | 衛藤征士郎 | 大分県選挙区                       | 1977年7月11日 - 1983年7月9日                              | 玖珠町長     | 1971年 - 1977年                 |
| 細川護熙   | 細川護熙   | - 全国区 - →熊本県選挙区 - →比例区 | 1971年7月4日 - 1983年1月12日 1992年7月26日 - 1993年7月4日 | 熊本県知事   | 1983年2月11日 - 1991年2月10日   |
| 美濃部亮吉 | 美濃部亮吉 | 全国区                             | 1980年7月8日 - 1984年12月24日                             | 東京都知事   | 1967年4月23日 - 1979年4月22日   |
| 町村金五   | 町村金五   | 旧北海道1区                        | 1971年7月4日 - 1983年7月9日                               | 北海道知事   | 1959年4月23日 - 1971年4月22日   |
| 町村金五   | 町村金五   | 旧北海道1区                        | 1971年7月4日 - 1983年7月9日                               | 新潟県知事   | 1945年2月1日 - 1945年4月9日     |
| 町村金五   | 町村金五   | 旧北海道1区                        | 1971年7月4日 - 1983年7月9日                               | 富山県知事   | 1941年1月7日 - 1943年4月23日    |
| 石原慎太郎 | 石原慎太郎 | 全国区                             | 1968年7月8日 - 1972年11月25日                             | 東京都知事   | 1999年4月23日 - 2012年10月31日  |
| 青島幸男   | 青島幸男   | - 全国区 - →比例区                 | 1968年7月8日 - 1989年 1992年 - 1995年3月23日              | 東京都知事   | 1995年4月23日 - 1999年4月22日   |